# Clusia densinervia
Clusia densinervia är en tvåhjärtbladig växtart som beskrevs av José Cuatrecasas. Clusia densinervia ingår i släktet Clusia och familjen Clusiaceae. Inga underarter finns listade i Catalogue of Life.